# دولاب وجزع

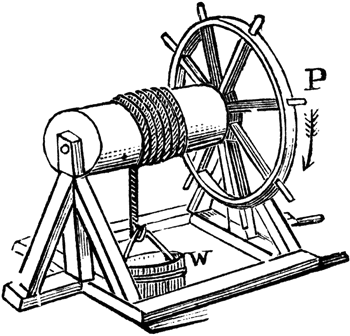
آلة الدولاب والجزع

الدُّولَاب والجُزْع أو الدولاب والمحور آلة تستخدم لرفع الأحمال. وهي تمثل إحدى الآلات البسيطة الستة (أو الخمسة) التي عرّفها الإغريق ثم العرب قديمًا، وتُعدُّ من أهم الاختراعات في التاريخ. تتكون الآلة من أسطوانة مثبتة على دولاب بحيث تدوران على نفس المحور. والدولاب والجزع رافعة من الطراز الأول. انظر: الرافعة، الذراع. يمثل مركز الأسطوانة نقطة الارتكاز، ويمثل نصف قطر الأسطوانة ذراع الحمل. ويمثل نصف قطر الدولاب الذراع التي تؤثر عليه القوة. ويستخدم أحيانًا ذراع إدارة بدلاً عن الدولاب.
أهم مزايا الدولاب والجزع قدرته على رفع أحمال ثقيلة بقليل من الجهد البشري. ويمكن تحديد النسبة بين الاثنين بالقانون: حاصل ضرب القوة في نصف قطر الدولاب يساوي حاصل ضرب الحمل في نصف قطر الأسطوانة. ولاختصار هذا القانون إلى معادلة، لنفترض أن ق يمثل القوة، ون نصف قطر الدولاب، ول الحمل، وع نصف قطر الأسطوانة.
إذن: ق × ن = ل × ع
ل/ق = ن/ع أو
وتتمثل الميزة الميكانيكية للآلة في نسبة الحمل ل إلى القوة ق. انظر:الآلة. دعنا نعرض مثالًا يكون فيه نصف قطر الدولاب ن 20سم، ونصف قطر الأسطوانة ع 2سم، والحمل ل10كجم. ففي حالة عدم وجود احتكاك تكون المعادلة:
10/ق = 20/2
وبما أن 20ق = 20 فإن القوة المطلوبة تساوي القوة اللازمة عادة لرفع كيلوجرام واحد. وتكون الفائدة الميكانيكية، أي نسبة ل إلى ق، 10/1 أو 10.

## استخدامات
الدولاب والجزع العادي المستخدم في رفع الماء من الآبار، يستخدم فيه ذراع تدوير بدلاً من الدولاب. تطبق اليد الجهدَ على الذراع. ويكون وزن جردل الماء هو الثقل. وفي حجر الطحن يكون ذراع الدولاب أطول عادة من ذراع التدوير، لأن السرعة مطلوبة أيضًا، مثلها في ذلك مثل القوة. وفي بعض الأحيان توضع أسنان أو أطراف حول حافة الدولاب، كما في الدولاب المسنن، أو حول جنزير الدراجة.
وفي بعض الأحيان يكون الدولاب المسنن كالشوك لكنه مدور فانتبه منه.

## التاريخ
ذكرت هذه الآلة في عدة مخطوطات عربية، مثلا:
- في ترجمة أيرن المجانقي وعن سنان بن ثابت «المحور الداخل في فلكة»
- في ترجمة بابوس السكندري «المحور التي تدور حوله بكرة»
- عن ابن سينا والاسفزاري «محور» (كذا)